# Quai Paul Van Hoegaerden
Le quai Paul van Hoegaerden est une importante artère liégeoise, sur la rive gauche de la Meuse, qui va du boulevard Frère-Orban au quai Roosevelt, dans le quartier latin.

## Odonymie
Paul Van Hoegaerden, né à Bruxelles le 17 octobre 1858 et mort à Harre le 24 juillet 1922 , était un homme politique libéral belge et Ministre d'État. Celui qui fut notamment conseiller communal et sénateur de Liège est à l'origine de la Société des Maisons Ouvrières du Sud de Liège.

## Ancienne tour des Croisiers

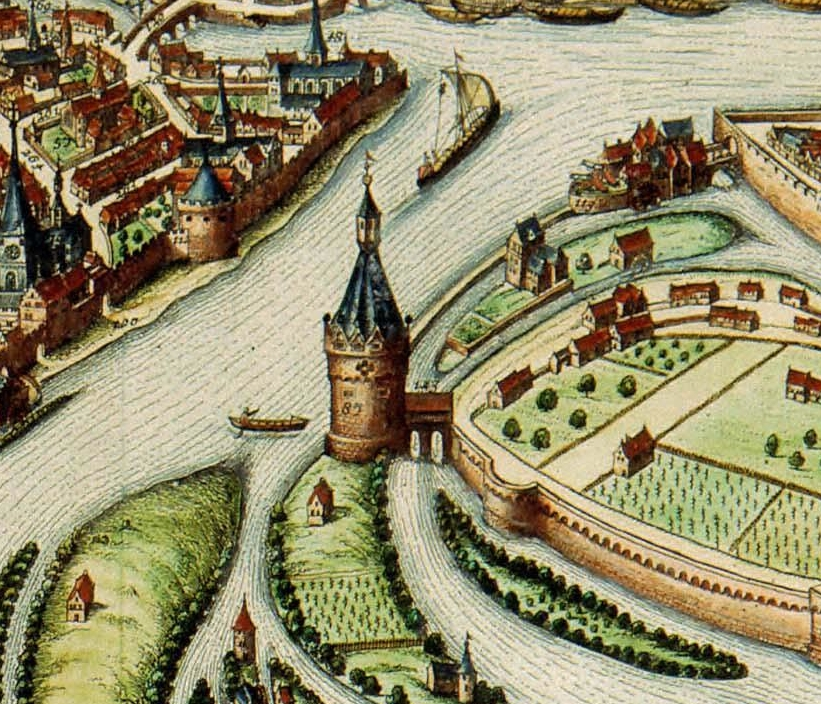
La tour des Croisiers en 1649 (petite tour ronde à gauche)

C'est au niveau de l'actuel quai Paul Van Hoegaerden que se dressait pendant des siècles la tour des Croisiers. Elle se trouvait sur la rive gauche de la Meuse. Cette tour ronde qui a été vraisemblablement édifiée avant le XVe siècle (peut-être au XIIIe siècle) fut détruite au cours du XIXe siècle. Elle était équipée d'une chaîne métallique qui la reliait à la tour en Bêche située sur la rive opposée de la Meuse. Cette chaîne tendue empêchait l'accès fluvial à la ville des bateaux par l'amont en temps de guerre.

## Réaménagement
D'importants travaux de réaménagement des quais de la rive gauche de la Meuse (quai de Rome, boulevard Frère-Orban, avenue Blonden, quai Paul van Hoegaerden) ont eu lien entre le 19 novembre 2012 et le 25 mars 2015 afin de les rendre plus accessibles aux cyclistes et aux piétons.

## Voies adjacentes
- Boulevard Frère-Orban
- Boulevard Piercot
- Rue des Prémontrés
- Rue André Dumont
- Pont Kennedy
- Rue des Croisiers
- Place du XX août
- Quai Roosevelt

## Riverains
- Diocèse de Liège
- Tour Kennedy - complexe des Chiroux
- Bibliothèque Chiroux